# Mișelav
Mișelav (sau Mislav, Micislav, Mihai) pare să fi fost conducător din Muntenia la 1241, localizat pe cursul superior al Oltului, în perioada celei mai mari invazii a tătarilor în Europa. Singurele referi la adresa lui apar într-o cronică slavonă și într-una persană. O parte a istoricilor îl identifică cu Mihai, un strămoș al lui Litovoi, care potrivit unor cronici venețiene, ar fi purtat același nume, Mihai. Urmașul său pare a fi, la 1247, Seneslau, deși Neagu Djuvara și Constatin C. Giurescu îi consideră pe cei doi una și aceeași persoană. Controversele asupra acestui Mihai (Micislav) sunt amplificate și de anumite confuzii cu numele regelui lituanian care obținuse o victorie împotriva tătarilor.
Iată cum îl prezintă cronica persană "Jami al-Tauarih" a lui Rașid al-Din: „La mijlocul primăverii (1240), prinții au traversat munții (...), pentru a intra în țara bularilor și a bașghirilor. Ordul, trecând prin Țara Ilaut, a întâlnit pe Bezerenbam și l-a bătut. Cardan și Buri s-au ridicat împotriva sassanilor și i-au bătut de trei ori. [Și, în continuare, Bugek] trece Munții Sassanilor  ca să intre în Kara-Ulag (probabil, Ardealul și Țara Românească), înfruntă popoarele kara-ulaghilor (probabil, vlahii), trece munții și intră în țara lui Mislav, unde bate pe dușmanul care-l aștepta.” 